# 得克萨斯独立运动

德克薩斯的旗

1839年至1845/46年的德克薩斯共和國國旗

德克萨斯独立运动（英語：Texas secession movements，又名：Texas independence movement，簡稱：Texit）是部分德克萨斯人因为不满美国政府体制，而欲脱离美国獨立的运动。虽然德州人的“德州思想”很強烈，但是“德州思想”亦是“美国爱国主义”重要構成，因此這項运动在德州民眾的支持度並不高。
德克萨斯独立运动的支持者认为，德州是1845年受到美国強迫而合併，因此不予以承认，并于1995年12月成立了自己的“德克萨斯共和国”，並制定宪法，规定凡是在德克萨斯州居住满6个月的人即为德克萨斯公民，号召每年7月4日参加公民投票，以要求脱离美国独立，不过目前尚未受到任何一个国家承认。該組織發布的杂志《德克萨斯月刊》宣稱，经调查有75%的德克萨斯人赞成独立，但是一般德州住民並不相信此一數據。
部分历史学家宣称，1836年德克薩斯革命的领导人倾向與美國合併，並认为目前最有可能希望德克萨斯從美國独立的应该是墨西哥裔人，但居住在德克萨斯的墨西哥裔美国人可能更願意留在美国而不是回归墨西哥。不过2009年奥斯丁市长宣布由于警力不足，取消3月2日例行的庆祝德克萨斯独立日游行，引起许多人不满，有相当一批人集结抗议，挥舞的是墨西哥国旗。